# بوحامد (لغدير)
بوحامد هي إحدى مشيخات المملكة المغربية، تتبع جغرافيا لإقليم شفشاون وإداريًا للغدير. يقدر عدد سكانها بـ 3936 نسمة حسب الإحصاء الرسمي للسكان والسكنى لسنة 2004.